# Pascal Laëthier
Pascal Laëthier est un réalisateur et psychanalyste français.

## Biographie
Après ses études à l'IDHEC achevées en 1986, Pascal Laëthier travaille comme assistant réalisateur, notamment avec Michèle Rosier et Christian Vincent, et signe plusieurs courts métrages.
Son premier long métrage, La différence, c'est que c'est pas pareil, sort en 2009.
De cette façon, il alimente depuis 2012 son site internet Cinépsy, analysant des films sous le prisme de la psychanalyse. 
Depuis cette expérience dans le monde du cinéma, il exerce en tant que psychanalyste.

## Filmographie

### Courts métrages
- 1986 : Les Frontaliers
- 1991 : 18 rue Popincourt (Grand prix du public en 1992 au festival Alès en Cévennes[4])
- 1994 : Comme un frère
- 1999 : Accidents

### Long métrage
- 2009 : La différence, c'est que c'est pas pareil